# 에퀴테이블 라이프 빌딩
에퀴테이블 라이프 빌딩은 미국 뉴욕 시에 있는 빌딩이다. 1870년에 준공되었다. 그러나 화재로 전소되어 현재 없는 건물이다.

## 화재로 인한 파괴
1912년 1월 9일 대형 화재에 의해 파괴되었다. 극심히 추운 날씨로 인해 소방차의 물이 건물을 얼려버려 6명이 사망하였다.